# Sophie Seggel
Sophie Seggel (*  13. März 1875 in Bad Reichenhall; † 11. April 1961 in Bremerhaven) war eine deutsche Frauenrechtlerin.

## Leben
Seggel war die Tochter des bayrischen Hofrats und Badearztes Dr. Adolf Schmid. Sie heiratete 1902 den Chirurgen Dr. Rudolf Seggel. Beide hatten zwei Kinder, den Sohn Rolf Seggel (1910–1968), Betriebsdirektor und Bremer Bürgerschaftsabgeordneter (FDP), und eine Tochter.
1904 wurde ihr Mann Chefarzt in Geestemünde. Sie wurde hier 1905 Mitglied des Vaterländischen Frauenvereins (VFV)  des Deutschen Roten Kreuzes und sie wirkte aktiv bei deren sozialen Projekten mit. Ein Schwerpunkt war dabei die Fürsorge von unehelichen Kindern, welche sie im Ersten Weltkrieg leitete. Sie hielt in dieser Zeit Vorträge zur Stärkung der rechtlichen und sozialen Stellung der Frauen.
1919 wurde sie Mitglied der liberalen Deutsche Demokratische Partei (DDP). Von 1919 bis 1924 war sie Bürgervorsteherin der Stadtverordnetenversammlung in Geestemünde.

1924 war sie Mitgründerin des Stadtfrauenbundes, ein Zusammenschluss von 35 Frauenverbände in Wesermünde und Bremerhaven. Hier gelang es ihr, die Zusammenarbeit kommunaler Einrichtungen und freier Wohlfahrtsverbände zu intensivieren. Diese Organisation wurde 1933 durch die Nazis wieder aufgelöst.

Ab 1945 konnte sie zum schnellen Aufbau der Wohlfahrtsverbände beitragen. Zudem hielt sie zahlreiche Vorträge über Literatur, Malerei und Kunst sowie zu Frauenfragen. Sie war aktiv im Frauenbund der evangelischen Kirche und im Frauenclub der Deutsch-Amerikanischen Gesellschaft in Bremerhaven als Teil der Bremerhavener Frauenbewegung.

## Ehrungen
- Bundesverdienstkreuz 1. Klasse (1955)